# Нелінійний наратив
Нелінійний наратив (англ. non-linear narrative — нелінійна розповідь, оповідання; фр. narration non-linéaire; від лат. narrare — розповідати) — поняття постмодерної філософії, теорії і літературної критики, яке фіксує відкритість і процесуальність самоздійснення як спосіб буття тексту, в якому реалізує себе феномен розгалуження перспективних траєкторій його створення і читання. Нелінійний наратив означає відмову від детерміністських задумів і презумпції лінійності. Він зазвичай розділений на відносно самостійні фрагменти, які можуть комбінуватися читачем або вільно, або на основі розробленого автором сценарію (за допомогою коментарів, посилань, приміток тощо), що дозволяє пересуватися від одного фрагменту до іншого — таким чином читач самостійно вибудовує власний шлях читання. У такому розумінні поняття «нелінійного наративу» вживається як синонім гіпертексту.